# Могилко Костянтин Вікторович
Костянти́н Ві́кторович Моги́лко (27 травня 1978, м. Вінниця — 6 червня 2014, с. Пришиб, Слов'янський район, Донецька область) — український військовик, льотчик першого класу, полковник Повітряних Сил Збройних Сил України. Командир ескадрильї «Блакитна стежа» 15-ї окремої бригади транспортної авіації (авіабаза Бориспіль). Герой України (2014, посмертно).

## Біографія
Костянтин Могилко народився 27 травня 1978 року у місті Вінниця. Любов до літаків йому прищепив батько, який був цивільним льотчиком. Першим польотом Костянтина був політ з батьком і його товаришами по службі з авіаремонтного заводу на відремонтованому ними невеликому літаку Як-12. Займався у Вінницькому аероклубі. 1995 року закінчив загальноосвітню школу № 23 міста Вінниця. 1999-го закінчив кафедру Бойового застосування та управління діями підрозділів авіації Харківського інституту льотчиків Військово-повітряних Сил України. 2003-го закінчив заочне відділення Кіровоградської льотної академії Національного авіаційного університету за фахом пілот цивільної авіації.

### Військова кар'єра
Грудень 1999 — червень 2003 — помічник командира корабля авіаційного загону Ан-24, Ан-26 транспортної авіаційної ескадрильї, м. Львів.

Червень 2003 — листопад 2003 — командир корабля авіаційного загону Ан-12 транспортної авіаційної ескадрильї 243-го окремого змішаного авіаційного полку, м. Львів.

Листопад 2003 — липень 2004 — помічник командира корабля авіаційної ескадрильї «Блакитна стежа» 15-ї авіаційної бригади (спеціального призначення), м. Бориспіль.

Липень 2004 — лютий 2007 — помічник командира корабля транспортної авіаційної ескадрильї «Блакитна стежа» 15-ї бригади транспортної авіації.

Лютий 2007 — січень 2008 — командир корабля авіаційного загону транспортної авіаційної ескадрильї «Блакитна стежа» 15-ї БрТА.

Січень 2008 — січень 2011 — командир авіаційного загону транспортної авіаційної ескадрильї «Блакитна стежа» 15-ї БрТА.

Січень 2011 — жовтень 2011 — заступник командира транспортної авіаційної ескадрильї «Блакитна стежа» 15-ї БрТА.
З жовтня 2011 — командир транспортної авіаційної ескадрильї «Блакитна стежа» 15-ї окремої бригади транспортної авіації Повітряних Сил Збройних Сил України (авіабаза Бориспіль), в/ч А2215. Льотчик першого класу. В рамках програми міжнародного співробітництва «Відкрите небо» побував в багатьох країнах Європи, здійснював обльоти повітряного простору, збирав фотоматеріали для моніторингу за дотриманням діючих договорів у галузі контролю над озброєннями. Досконало володів англійською.
На початку російської збройної агресії проти України, ще у березні 2014-го до кримського псевдореферендуму, екіпаж літака Ан-30Б (борт № 80) на чолі з командиром літака підполковником Костянтином Могилком возив журналістів по військових аеродромах Херсона та Миколаєва. З весни 2014 року підполковник Могилко брав участь в антитерористичній операції на сході України. Його літак двічі ставав мішенню терористів, але кожного разу вдало повертався на базу.

### Обставини загибелі
6 червня 2014 року літак-фоторозвідник Ан-30Б (борт № 80), яким керував К. В. Могилко, здійснював спостережний політ та фотографував місцевість над містом Слов'янськом Донецької області. В екіпажі було вісім чоловік. О 17:04 на висоті 4050 метрів літак підбила ракета, випущена російськими терористами з ПЗРК. Удар ракети прийшовся в правий двигун, його пробило наскрізь, почалася пожежа. З двигуна вогонь перекинувся на праве крило, літак почав різко втрачати висоту і падати на житлові квартали Слов'янська. Командир екіпажу Костянтин Могилко віддав наказ екіпажу залишити літак. Ціною власного життя, він скерував літак за межі міста й запобіг жертвам серед мирного населення. Літак впав під кутом 80 градусів, північніше Слов'янська, за селом Пришиб Слов'янського району. При падінні літак був повністю зруйнований, на той момент в ньому залишались три члени екіпажу: командир літака, бортмеханік і борттехнік. Тіло командира знайшли у кабіні літака. Він до останнього залишався за штурвалом. У збитому літаку загинули п'ять членів екіпажу: командир літака Костянтин Могилко, оператор фотозйомки Сергій Камінський, радист Володимир Момот, бортмеханік Олексій Потапенко і борттехнік Павло Дришлюк. Врятувались, зістрибнувши з парашутом, молоді лейтенанти Кирило Крамарев і Василь Полажинець та штурман-інструктор підполковник Сергій Ніколаєв.
Володимир Жарко: «За розповіддю вцілілого члена екіпажу борта БрАТу, оператор загинув одразу від вибуху ЗРК, за наказом командира його тіло викинули на парашуті. Двох інших, молодших за віком членів екіпажу вдягали та викидали бортмеханік Павло Дришлюк, та механік Олексій Потапенко. Швидкість падіння була дуже велика, і товаришів їм приходилося буквально відривати і відштовхувати від літака… самим вже не було часу вдягати парашут… Та й в планах цього не було — рятували втрьох літак… і посадили б його, але на висоті декілька десятків метрів перегоріло і відпало крило… Вічна Пам'ять загиблим за Україну…»
Дмитро Філатов, командир авіабригади: «Командир літака підполковник Костянтин Могилко до останнього не покинув літак, до кінця гасив крен і просто неймовірну інерцію, щоб уникнути неминучих жертв, це дійсно героїзм, яким треба пишатися».
Коли тіло Костянтина Могилко доставляли у Вінницю, через три тижні після його загибелі, пілот зробив декілька почесних кіл над містом.
З Героєм України попрощались у Вінниці в Будинку офіцерів 26 червня. Похований на вінницькому кладовищі у Пирогові.
Посмертно присвоєне звання полковника.
Залишилась батьки Віктор Петрович і Любов Петрівна, дружина Віта та двоє дітей, — 10-річна Вероніка і 2-річний Арсеній. У жовтні 2014 року за кошти бюджету родині придбали житло в одній із новобудов Борисполя.

## Нагороди та відзнаки
- Звання Герой України з удостоєнням ордена «Золота Зірка» (20 червня 2014) — за виняткову мужність і героїзм, незламність духу у боротьбі за незалежну Українську державу, вірність військовій присязі (посмертно)[6]
- Медаль «За військову службу Україні» (6 грудня 2012) — за значний особистий внесок у зміцнення обороноздатності Української держави, зразкове виконання військового обов'язку, високий професіоналізм та з нагоди Дня Збройних Сил України[7]
- Медаль «Захиснику Вітчизни»[8]
- Відзнаки Міністерства оборони України — медалі «15 років Збройним Силам України», «За сумлінну службу» III ст.[8]

## Вшанування пам'яті
- 2 вересня 2014 року під час чергової сесії Бориспільської міської ради було прийнято рішення про присвоєння спеціалізованій школі № 5 міста Бориспіль ім'я Костянтина Могилка[9].
- 17 вересня 2014 року у Вінниці на фасаді будівлі ЗОШ № 23 (проспект Космонавтів, 32), де навчався Герой України, встановлено меморіальну дошку на його честь[10].
- У 2014 році Укрпошта до Дня Збройних Сил України випустила художній маркований конверт серії «Героям Слава!», присвячений Герою України підполковнику Костянтину Могилку[11].
- 6 червня 2015 року в місті Бориспіль на території Книшового меморіально-паркового комплексу відкрили пам'ятний знак екіпажу літака АН-30Б, який загинув 6 червня 2014 року в районі міста Слов'янськ Донецької області, серед них ім'я Героя України Костянтина Могилка[12]. На території військової частини А2215 встановлено обеліск загиблим членам екіпажу[13].
- 19 серпня 2015 року в селі Джулинка Бершадського району Вінницької області на початку вулиці, названої іменем Героя України Костянтина Могилка, встановлено пам'ятний знак[14].
- 20 серпня 2015 року в музеї Повітряних Сил України відкрили погруддя Костянтину Могилку та Дмитру Майбороді.[15].
- 26 серпня 2015 року Президент України Петро Порошенко видав указ, яким з метою увічнення пам'яті Героя України підполковника Могилка Костянтина Вікторовича, ураховуючи його особливі заслуги перед Батьківщиною, мужність та героїзм, незламність духу в боротьбі за незалежну Українську державу та зважаючи на високий професіоналізм, зразкове виконання поставлених завдань особовим складом 15 бригади транспортної авіації Повітряних Сил Збройних Сил України постановив присвоїти літаку Ан-30Б (бортовий номер 86) 15-ї БрТрА ПС ЗС України ім'я Костянтина Могилка[16].
- 29 квітня 2016 року Вінницька міська рада ухвалила рішення найменувати площу на проспекті Космонавтів іменем Костянтина Могилка[17].
- 5 червня 2016 року у Пришибі відбулось відкриття меморіалу загиблим над Слов'янськом льотчикам «Скорботний янгол»[18][19].
- 14 червня 2016 року у Вінниці відкрито меморіальну дошку на честь Костянтина Могилка та Дмитра Майбороди[20].